# Estadio Municipal Carlos Vidaurre García
El Estadio Municipal Carlos Vidaurre García, también conocido como el Estadio Municipal de Tarapoto, es un estadio de usos múltiples ubicado en Tarapoto, Perú.
El estadio tiene una capacidad de aproximadamente siete mil espectadores.
Es utilizado para los partidos de fútbol del Unión Comercio en la Liga 1 de Perú cuando juega en condición de local.

## Partidos destacados

### Finales de torneos y definiciones
| Fecha                   | Local          | Resultado | Visitante        | Competición                |
| ----------------------- | -------------- | --------- | ---------------- | -------------------------- |
| 15 de diciembre de 2010 | Unión Comercio | 2-0       | Alianza Unicachi | Final Copa Perú 2010 (ida) |
| 6 de noviembre de 2022  | Unión Comercio | 3-0       | Ayacucho FC      | Revalidación 2022 (ida)    |

## Partidos internacionales

Estadio Carlos Vidaurre García en 2015

| Fecha    | Local          | Resultado | Visitante | Competición                      |
| -------- | -------------- | --------- | --------- | -------------------------------- |
| 8-1-2023 | Unión Comercio | 3-3       | Aucas     | Tarde del Poderoso del Alto Mayo |